# جارل کوانسا
جارل کوانسا (انگلیسی: Jarell Quansah؛ زادهٔ ۲۹ ژانویهٔ ۲۰۰۳) بازیکن فوتبال اهل انگلستان است که برای باشگاه فوتبال بایر لورکوزن در  بوندس‌لیگا بازی می‌کند.
از باشگاه‌هایی که در آن بازی کرده‌است می‌توان به باشگاه فوتبال لیورپول و باشگاه فوتبال بریستول راورز اشاره کرد.

## دوران باشگاهی

### رده پایه
کوانسا در پنج سالگی از وولستون روورز در زادگاهش وارینگتون، به باشگاه فوتبال لیورپول پیوست.

### لیورپول
کوانسا اولین قرارداد خود را با باشگاه فوتبال لیورپول در ۴ فوریه ۲۰۲۱ امضا کرد.
پس از بازگشت از قرارداد قرضی با بریستول راورز، در ۲۷ اوت ۲۰۲۳، کوانسا اولین بازی حرفه ای خود را برای لیورپول انجام داد و به عنوان جانشین جوئل ماتیپ در پیروزی ۲–۱ مقابل نیوکاسل یونایتد در لیگ برتر فوتبال انگلستان وارد زمین شد. در ۱۴ دسامبر، کوانسا اولین گل خود را برای لیورپول در مقابل یونیون سن ژیلواز در لیگ اروپا در جریان شکست ۲–۱ به ثمر رساند.

#### بریستول راورز (قرضی)
در ۲۰ ژانویه ۲۰۲۳، کوانسا به صورت قرضی تا پایان فصل به باشگاه لیگ یکی بریستول راورز پیوست. او اولین بازی خود را برای بزرگسالان در ۲۸ ژانویه انجام داد و در طول شکست ۵–۱ مقابل باشگاه فوتبال مورکم بازی کرد و علیرغم این نتیجه، تأثیرگذار بود.

## دوران ملی
او از طریق پدربزرگ و مادربزرگش واجد شرایط بازی برای انگلیس و همچنین اسکاتلند، غنا و باربادوس است.
وی همچنین در تیم‌های ملی فوتبال زیر ۱۶ سال انگلستان، زیر ۱۷ سال انگلستان، زیر ۱۸ سال انگلستان، زیر ۱۹ سال انگلستان، زیر ۲۰ سال انگلستان و زیر ۲۱ سال انگلستان بازی کرده‌است.